# Перша дивізія протиповітряної оборони Імперської армії Японії
1-ша дивізія протиповітряної оборони — зенітний підрозділ японської імперської армії за часів Другої світової війни . Його обов'язки включали управління зенітними установками та прожекторними підрозділами, що були розташовані в центральному регіоні Хонсю.

## Історія
На початку Тихоокеанської війни армія Східного округу включала Східну протиповітряну бригаду, яка була одним із двох таких підрозділів в тогочасної армії Японії, що відповідала за протиповітряну оборону країни. На озброєнні бригади було близько 150 зенітних гармат, більшість з яких були застарілими, а особовий склад погано підготовленим.  Після проведення рейду на Дулітл у квітні 1942 року, була здійснена переструктуризація підрозділів протиповітряної оборони внутрішньої армії 19 листопада того ж року. У результаті реформи Східну зенітну бригаду замінили Східним штабом ППО.  З квітня 1944 року чисельність цих сил збільшувалася в рамках розширення підрозділів протиповітряної оборони країни. Однак подібні підрозділи виснаженої країни відчували нестачу зенітних гармат.  До червня 1944 року Східний штаб протиповітряної оборони тримав на озброєнні 300 зенітних гармат. 
1-а зенітна дивізія була створена у грудні 1944 року для керування підрозділами протиповітряної оборони армії Східного округу.  У цей час також було створено три інші протиповітряні дивізії.  1-ша зенітна дивізія відрізнялася від інших подібних дивізій значно більшим розміром, і складалася з восьми зенітних полків, шести окремих зенітних батальйонів, чотирьох кулеметних рот і полку, оснащеного прожекторами.  
1-ша протиповітряна дивізія брала участь у інтенсивних боях, намагаючись протистояти авіаційним нальотам союзників на Японію . Це включало захист Токіо від нападу, під час якого він брав участь у нищівному нальоті на місто в ніч з 9 на 10 березня 1945 року. До кінця війни в серпні 1945 року дивізія стверджувала, що збила 193 важких бомбардувальника Boeing B-29 Superfortress і пошкодила 454. Ці заяви сильно перебільшують досягнення дивізії, оскільки її продуктивність була дуже обмежена відсутністю необхідної техніки, як це сталося з іншими зенітними дивізіями.

## Структура
Наступні підрозділи входили до 1-го зенітного дивізіону після його формування у грудні 1944 року:: 
- 111-й зенітний полк
- 112-й зенітний полк
- 113-й зенітний полк
- 114-й зенітний полк
- 115-й зенітний полк
- 116-й зенітний полк
- 117-й зенітний полк
- 118-й зенітний полк
- 1-й окремий зенітний батальйон
- 2-й окремий зенітний батальйон
- 3-й окремий зенітний батальйон
- 4-й окремий зенітний батальйон
- 95-й польовий зенітний батальйон
- 96-й польовий зенітний батальйон
- 1-й станково-гарматний батальйон
- 4-й станково-гарматний батальйон
- 1-й прожекторний полк